# Yolanda Saldívar
Yolanda Saldívar (San Antonio, 19 de setembro de 1960) é uma ex-enfermeira americana, notória por ter sido a autora do assassinato da cantora e estilista Selena Quintanilla Pérez, em 31 de março de 1995, em Corpus Christi, Texas. Saldívar foi condenada a prisão perpétua com direito à liberdade condicional em 30 de março de 2025.

## Juventude
Ela é a caçula de oito filhos de Frank e Juanita Saldívar.
Em março de 1991, ela recebeu sua licença como enfermeira registrada do Texas Board of Nurse Examiners.

## Fã-clube de Selena
Depois de assistir a um de seus shows, ela começou a ligar repetidamente para o pai de Selena, Abraham Quintanilla, sugerindo começar um fã-clube em San Antonio, Texas. Quintanilla acabou cedendo aos pedidos de Saldívar, que imediatamente se tornou a presidente do clube. Saldívar foi promovida a gerente e administradora das butiques de roupas da cantora, Selena Etc. Em 1993, o fã-clube atingiu 1.500 membros em menos de quatro anos, e eventualmente cresceu para mais de 5.000, tornando-se um dos maiores fã-clubes da área de San Antonio.

## Assassinato de Selena
No início de 1995, a família de Selena descobriu que Saldívar estava roubando dinheiro do fã-clube e das butiques, o que a levou à demissão da mesma na primeira semana de março. Na manhã de 31 do mesmo mês, a cantora concordou em se encontrar com Saldívar, no motel Days Inn, em Corpus Christi para recuperar os registros financeiros que Yolanda se recusava a entregar. Ela atrasou a entrega novamente, alegando que havia sido estuprada no México. Selena a levou a um hospital local, onde foram informadas de que o exame ginecológico seria feito em outro lugar, porque a agressão teria ocorrido em outro país. Elas voltaram ao motel, onde a cantora mais uma vez exigiu os registros. Saldívar então tirou um revólver Taurus Model 85 de sua bolsa e apontou-o para cantora. Selena tentou fugir, mas Saldívar atirou nela uma vez nas costas, cortando uma artéria. Gravemente ferida, a cantora correu para o saguão em busca de ajuda, enquanto Saldívar persegui-a e a chamava de "puta". Selena desabou no chão quando o balconista ligou para o 911. Mais tarde, ela morreu em um hospital devido a perda de sangue às 13h05.

## Julgamento e prisão

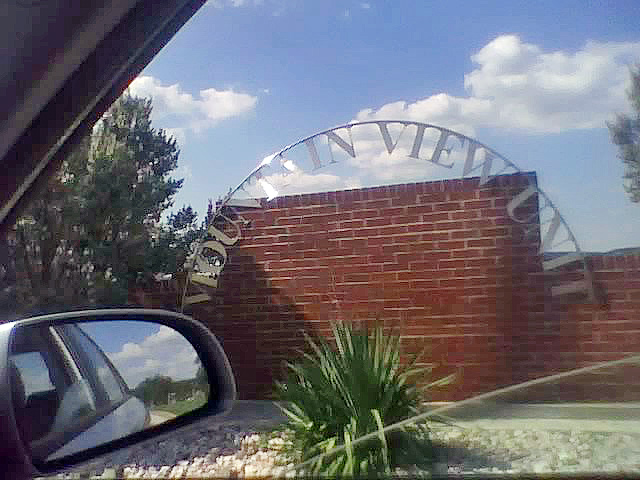
Mountain View Unit, onde Saldívar atualmente cumpre sua pena.

O julgamento de Saldívar pelo assassinato de Selena foi seguido de perto pela comunidade latina nos Estados Unidos. O julgamento não foi mostrado ao vivo na TV, mas as câmeras foram permitidas nas instalações do tribunal. O local foi transferido para Houston, Texas, depois que os advogados de Saldívar argumentaram com sucesso que ela não poderia receber um julgamento justo na cidade natal de Selena. Antes do início do julgamento, a CNN informou que os promotores deveriam apresentar uma polêmica confissão policial assinada por Saldívar, na qual ela dizia ter atirado em Selena "durante uma discussão sobre acusações do pai da cantora de que Saldívar roubou dinheiro das contas de Selena". Esperava-se que a defesa apresentasse depoimento do guarda texano Robert Garza, que disse ter "ouvi[do] Saldívar alegar que o tiroteio foi acidental, e que ela se opôs quando a polícia não incluiu isso em seu depoimento".
O advogado de defesa argumentou que o tiro foi acidental, mas a promotoria apontou que Saldívar, uma enfermeira formada, não ligou para o 911 nem tentou ajudar Selena depois que ela foi baleada. Saldívar afirmou que a arma "[acidentalmente] disparou". Afirma-se que a arma, um Taurus Model 85 calibre 38, exige 11 libras de pressão no gatilho para ser disparada, fato que levou os promotores a concluir que a arma só poderia ter sido disparada se o gatilho foi apertado intencionalmente. O juiz não deu ao júri a opção de acusações menores de homicídio culposo ou negligente, e disse aos jurados que eles deveriam condenar ou absolver Saldívar sob a única acusação de homicídio em primeiro grau.
Os jurados deliberaram por menos de três horas em 23 de outubro de 1995, antes de declarar Saldívar culpada de assassinato em primeiro grau. Três dias depois, em 26 de outubro, ela foi condenada à prisão perpétua com possibilidade de liberdade condicional em trinta anos, 30 de março de 2025; esta era a pena máxima de prisão permitida no Texas na época. Em 22 de novembro de 1995, ela chegou à Unidade Gatesville (agora Unidade Christina Melton Crain) em Gatesville, Texas, para ser processada.

## Após a condenação
O revólver usado para matar Selena desapareceu após o julgamento. Posteriormente, ele foi encontrado em uma caixa de suprimentos de escritório na casa da repórter Sandra Oballe, que disse não saber que estava com a arma. Apesar das objeções de alguns grupos históricos, ela foi desmontada e as peças jogadas na Baía de Corpus Christi em 2002.
Saldívar pediu ao Tribunal de Recursos Criminais do Texas que aceite uma petição que contesta sua condenação. Ela afirma que a petição foi apresentada em 2000 no 214º Tribunal Distrital, mas nunca foi enviada ao tribunal superior. Seu pedido foi recebido em 31 de março de 2008, 13º aniversário da morte de Selena.